# Dagmara Rybak
Dagmara Rybak – polska aktorka musicalowa, tancerka i wokalistka.

## Życiorys
Jest absolwentką Studium Wokalno-Aktorskiego im. Danuty Baduszkowej w Gdyni. Ukończyła kierunek Zarządzanie Instytucjami Artystycznymi na Uniwersytecie Gdańskim. 
Początkowo pracowała w obsłudze widowni. Debiutowała na scenie w niemieckim teatrze Uckermarkische Buhnen w Schwedt/Oder (Romeo und Julia). W Polsce debiutowała w Teatrze Muzycznym w Gdyni w 2013 (Pamiętniki z Powstania Warszawskiego, Chłopi, Zły, Shrek, Skrzypek na dachu, Ghost i Czyż nie dobija się koni?!). Wystąpiła także w spektaklu Ciało Moje w trakcie Festiwalu Teatru Polskiego Radia i Teatru Telewizji Polskiej Dwa Teatry w 2015. 
W 2016 rozpoczęła pracę w Teatrze Muzycznym w Poznaniu (rola Deloris van Cartier w musicalu Zakonnica w przebraniu). Grała też w Madagaskarze – musicalowej przygodzie, Nine, Footloose, Rodzinie Addamsów, Skrzypku na dachu, Evicie oraz Jekyll & Hyde.

## Nagrody
- nominacja do Teatralnej Nagrody Muzycznej im. Jana Kiepury (2018)[3],
- Medal Młodej Sztuki (2021)[1][4].